# Mount Ostenso
Mount Ostenso ist ein 4180 m hoher Berg im westantarktischen Ellsworthland. Er ragt 3 km südlich des Mount Giovinetto im Hauptkamm der Sentinel Range des Ellsworthgebirges auf.
Kartiert wurde er von der sogenannten Marie Byrd Land Traverse Party, einer Mannschaft vorwiegend zur Erkundung des Marie-Byrd-Lands zwischen 1957 und 1958. Diese benannte den Berg nach dem US-amerikanischen Geophysiker Ned A. Ostenso (1930–1997), Mitglied dieser Mannschaft und Seismologe auf der Byrd-Station im Jahr 1957.